# Leucemia eritroide acuta
La leucemia eritroide acuta è una forma di eritremia leucemica. La leucemia colpisce i precursori dei Globuli rossi.

## Incidenza
La leucemia eritroblastica è una malattia rara; l'incidenza annuale è stimata essere 4:1 000 000.

## Trattamento
Il trattamento prevede alti dosaggi di chemioterapia, radioterapia e trapianto di midollo osseo.

## Prognosi
La prognosi è molto infausta. La sopravvivenza a 5 anni ammonta al 25/30%.